# 月湖区
月湖区（げっこ-く）は中華人民共和国江西省鷹潭市に位置する市轄区。

## 行政区画
- 街道:江辺街道、交通街道、東湖街道、梅園街道、四青街道、白露街道、夏埠街道
- 鎮:童家鎮

## 交通

### 鉄道
- 中国鉄路総公司
  - 滬昆線、鷹廈線
    - 鷹潭駅

### 道路
- 国道
  - G206国道
  - G320国道